# Diecezja Ciudad Obregón
Diecezja Ciudad Obregón (łac. Dioecesis Civitatis Obregonensis; hiszp. Diócesis de Ciudad Obregón) – jedna z 73 diecezji obrządku łacińskiego w Kościele katolickim w Meksyku w stanie Sonora ze stolicą w Ciudad Obregón. Ustanowiona diecezją 20 czerwca 1959 konstytucją apostolską Cum petiisset przez Jana XXIII. Biskupstwo jest sufraganią metropolii Hermosillo.

## Historia
20 czerwca 1959 papież Jan XXIII konstytucją apostolską Cum petiisset erygował diecezję Ciudad Obregón. Dotychczas wierni z tych terenów należeli do archidiecezji Hermosillo.
25 czerwca 1966 diecezja utraciła część swego terytorium na rzecz nowo powstałej prałatury terytorialnej Madera.

## Główne świątynie
- Katedra: Katedra Najświętszego Serca Pana Jezusa w Ciudad Obregón

## Biskupi
- Biskup diecezjalny: bp Rutilo Felipe Pozos Lorenzini (od 2020)
- Biskup senior: bp Felipe Padilla Cardona (od 2020)